# Frederick W. Tilton
Frederick William Tilton (Portsmouth (New Hampshire), 1821 – New Orleans, 6 giugno 1890) è stato un imprenditore e filantropo statunitense, ricordato soprattutto per aver donato la biblioteca F. W. Tilton Library all'Università Tulane.
Tilton nacque nella città costiera di Portsmouth (New Hampshire), da Timothy Tilton e Clarissa Wheeler. Fu educato nell'Accademia di Pittsfield e da istitutori privati. Mentre era ancora un adolescente, Tilton fece amicizia con Henry Van Wart, un fabbricante di articoli di ferramenta di Birmingham (Inghilterra).
Tilton si trasferì a New Orleans nel 1840 e lavorò per un periodo in un'impresa di ferramenta prima di diventare agente di Van Wart. Sposò Caroline Stannard; i due non ebbero figli. Benché fosse originario del Nord, Tilton sostenne gli Stati Confederati d'America nella Guerra civile, tanto da recarsi in Gran Bretagna per acquistare armi per l'esercito. La maggior parte del suo patrimonio fu confiscato dalle truppe degli Stati Uniti quando occuparono New Orleans sotto il comando del generale Benjamin Franklin Butler, Jr., del Massachusetts.
In seguito, Tilton ricostruì la sua fortuna come importatore di ferro per le ferrovie. Fu un mecenate delle arti e contribuì a molte organizzazioni culturali. Prima di morire, Tilton espresse il desiderio di aiutare l'Università Tulane. Dopo la sua morte, la signora Tilton donò fondi per la biblioteca di Tulane che prese poi il nome di suo marito. La pietra angolare della biblioteca fu posata l'8 giugno 1901, e la struttura fu completata nel 1903.
I Tilton sono sepolti nel Cimitero di Metairie a New Orleans.